# Communauté de communes du Bayonnais
La communauté de communes du Bayonnais (CCB) était une communauté de communes française, située dans le département de Meurthe-et-Moselle en région Grand Est, faisant également partie du pays du Lunévillois.
En 2017, la Communauté de communes Meurthe, Mortagne, Moselle est créé à partir de la fusion de la communauté de communes du Bayonnais, de la communauté de communes du Val de Meurthe (hormis Réhainviller) et d'une partie des communes issues de la communauté de communes de la Mortagne.

## Histoire
La « Communauté de communes du Bayonnais » a été créée le 1er janvier 2004, par arrêté préfectoral du 27 novembre 2003.
Le 1er janvier 2014, les communes de Ferrières et Tonnoy intègrent la CCB, à la suite de la dissolution de la Communauté de communes du Saintois au Vermois.

## Composition
Cette communauté de communes est composée des 25 communes suivantes :
| Nom                 | Code Insee | Gentilé      | Superficie (km2) | Population (dernière pop. légale) | Densité (hab./km2) |
| ------------------- | ---------- | ------------ | ---------------- | --------------------------------- | ------------------ |
| Bayon (siège)       | 54054      | Bayonnais    | 6,05             | 1 608 (2014)                      | 266                |
| Borville            | 54085      |              | 4,71             | 100 (2014)                        | 21                 |
| Brémoncourt         | 54098      |              | 5,24             | 158 (2014)                        | 30                 |
| Clayeures           | 54130      |              | 9,21             | 195 (2014)                        | 21                 |
| Crévéchamps         | 54144      |              | 4,86             | 368 (2014)                        | 76                 |
| Domptail-en-l'Air   | 54170      |              | 3,13             | 71 (2014)                         | 23                 |
| Einvaux             | 54175      | Einvallois   | 7,38             | 330 (2014)                        | 45                 |
| Ferrières           | 54192      |              | 6,25             | 302 (2014)                        | 48                 |
| Froville            | 54216      |              | 5,89             | 123 (2014)                        | 21                 |
| Haigneville         | 54245      |              | 2,85             | 56 (2014)                         | 20                 |
| Haussonville        | 54256      |              | 11,18            | 303 (2014)                        | 27                 |
| Landécourt          | 54293      |              | 5,82             | 101 (2014)                        | 17                 |
| Lorey               | 54324      |              | 5,18             | 112 (2014)                        | 22                 |
| Loromontzey         | 54325      |              | 7,68             | 86 (2014)                         | 11                 |
| Méhoncourt          | 54359      |              | 7,87             | 240 (2014)                        | 30                 |
| Romain              | 54461      |              | 3,15             | 69 (2014)                         | 22                 |
| Rozelieures         | 54467      |              | 9,38             | 192 (2014)                        | 20                 |
| Saint-Boingt        | 54471      |              | 8,14             | 73 (2014)                         | 9                  |
| Saint-Germain       | 54475      |              | 7,68             | 160 (2014)                        | 21                 |
| Saint-Mard          | 54479      |              | 2,95             | 92 (2014)                         | 31                 |
| Saint-Rémy-aux-Bois | 54487      |              | 9,76             | 80 (2014)                         | 8,2                |
| Tonnoy              | 54527      | Tonnagiens   | 12,35            | 739 (2014)                        | 60                 |
| Velle-sur-Moselle   | 54559      | Vellois      | 4,47             | 289 (2014)                        | 65                 |
| Villacourt          | 54567      |              | 14,10            | 423 (2014)                        | 30                 |
| Virecourt           | 54585      | Virecourtois | 5,06             | 464 (2014)                        | 92                 |

## Administration
Le conseil communautaire est composé de 38 délégués, dont 3 vice-présidents.
| Période                                  | Période    | Identité        | Étiquette | Qualité                            |
| ---------------------------------------- | ---------- | --------------- | --------- | ---------------------------------- |
| Les données manquantes sont à compléter. |            |                 |           |                                    |
|                                          | avril 2014 | Michel Dietsche |           | Maire de Crévéchamps (depuis 2001) |
| avril 2014                               | En cours   | Jacques Baudoin | SE        | Maire de Bayon (depuis 2014)       |